# Olympische Winterspiele 1948/Teilnehmer (Libanon)
| Gelbes Symbol für Goldmedaillen mit stilisierten Olympischen Ringen | Graues Symbol für Silbermedaillen mit stilisierten Olympischen Ringen | Braundes Symbol für Bronzemedaillen mit stilisierten Olympischen Ringen |
| ------------------------------------------------------------------- | --------------------------------------------------------------------- | ----------------------------------------------------------------------- |
| —                                                                   | —                                                                     | —                                                                       |

Der Libanon nahm an den V. Olympischen Winterspielen 1948 in St. Moritz mit einer Delegation von zwei Athleten teil.
| Männliche Teilnehmer aus dem Libanon | Männliche Teilnehmer aus dem Libanon | Männliche Teilnehmer aus dem Libanon | Männliche Teilnehmer aus dem Libanon | Männliche Teilnehmer aus dem Libanon |
| Sportart                             | Sportler                             | Disziplin                            | Platz                                | Bemerkung                            |
| ------------------------------------ | ------------------------------------ | ------------------------------------ | ------------------------------------ | ------------------------------------ |
| Ski Alpin                            | Ibrahim Geagea                       | Abfahrt                              | dq                                   |                                      |
| Ski Alpin                            | Ibrahim Geagea                       | Slalom                               | 66                                   |                                      |
| Ski Alpin                            | Munir Itani                          | Kombination                          | dq                                   |                                      |